# 帕泰尔诺卡拉布罗
帕泰尔诺卡拉布罗（義大利語：Paterno Calabro），是意大利科森扎省的一个市镇。总面积23平方公里，人口1359人，人口密度59.1人/平方公里（2009年）。ISTAT代码为078094。